# Estadio Miguel Alemán
Pour les articles homonymes, voir Miguel Alemán et Alemán.
 (mai 2025).
L'Estadio Miguel Alemán est un stade de football mexicain.